# Tonatiuh Martínez
Tonatiuh Martínez (* 1962 in Monterrey) ist ein mexikanischer Garten- und Landschaftsarchitekt.

## Biografie
Martínez studierte Veterinärmedizin und Tierzucht an der medizinischen Fakultät der Universidad Nacional Autónoma de México (UNAM) und absolvierte und diplomierte in verschiedenen Hochschulkursen auf dem Gebiet der Landschaftsarchitektur. Er führte zahlreiche Garten- und Landschaftsprojekte in Mexiko durch. Ferner leitet er die Firma „Entorno“, bei der er auch als Berater für Baufirmen und Architekten für Landschaftsgestaltung fungiert. 2004 gewann er zusammen mit Alberto Kalach, Juan Palomar und Gustavo Lipkau den internationalen Entwurfs-Wettbewerb für die „José-Vasconcelos“-Nationalbibliothek.